# The Busker
The Busker est un groupe maltais d'indie pop. Formé en 2012 et  composé de David « Dav. Jr » Meilak, Jean Paul Borg et Sean Meachen, il représente Malte au Concours Eurovision de la chanson 2023 à Liverpool avec leur chanson Dance (Our Own Party).

## Histoire
The Busker est formé en octobre 2012 par le chanteur et guitariste Dario Genovese et le percussionniste Jean Paul Borg,. Le groupe commence par se produire dans les rues de Malte (d'où le nom de The Busker) et poste des reprises et des musiques originales sur YouTube,. En 2014, le bassiste et claviériste David Grech et le saxophoniste Sean Meachen les rejoignent. 
Ils s'inspirent des groupes pop des années 1960 tels que les Beatles et les Beach Boys,.  
Leur premier album, Telegram, sort  en 2017 et est suivi d'un autre intitulé Ladies and Gentlemen qui sort en 2018,. Ce deuxième album est récompensé dans la catégorie du « meilleur album » aux Lovin Music Awards 2019.
En 2021, Dario Genovese et David Grech quittent le groupe,. David « Dav. Jr » Meilak le rejoint. 
En novembre 2022, The Busker est confirmé parmi les 40 participants au Malta Eurovision Song Contest 2023, la sélection nationale maltaise pour l'Eurovision,. Leur chanson, intitulée Dance (Our Own Party), sort le mois suivant. Le 11 février 2023, ils remportent la finale de la compétition avec 121 points et sont sélectionnés pour représenter Malte au Concours Eurovision de la chanson 2023 à Liverpool au Royaume-Uni,. À l'Eurovision 2023, ils se produisent lors de la première demi-finale le 9 mai 2023 mais ils échouent à se qualifier pour la finale, arrivant en quinzième et dernière position avec 3 points. Le groupe commente cette place en la qualifiant de décevante mais dit que « c'était une bonne expérience » et qu'il ne faut pas que Malte se retire de l'Eurovision. 

## Membres

### Membres actuels
- David « Dav. Jr » Grech - chant, basse, clavier
- Jean-Paul Borg – batterie
- Sean Meachen – saxophone

### Anciens membres
- Dario Genovese – chant, guitare
- David Grech  – basse, clavier

## Discographie

### Albums studio
- 2017 : Telegram
- 2018 : Ladies and Gentlemen

### EP
- 2021 : X

### Singles
- 2020 : Just a Little Bit More (avec Matthew James)
- 2021 : Don't You Tell Me What to Feel (avec Raquela DG)
- 2021 : Loose
- 2021 : Nothing More
- 2022 : Miracle
- 2023 : Dance (Our Own Party)